# Sturgeon Lake (Kawartha Lakes)
Der Sturgeon Lake (englisch für „Stör-See“) ist ein See in der kanadischen Provinz Ontario. Er gehört zu der Seengruppe der Kawartha Lakes. Der See hat eine Y-förmige Gestalt.

## Lage
Der 46 km² große See ist Endpunkt einer Abzweigung des Trent-Severn-Wasserweges. Dieser verläuft von der Georgian Bay des Huronsee zum Sturgeon Lake, dann weiter über die Kawartha Lakes und den Otonabee River zum Rice Lake und dann über den Trent River weiter zur Bay of Quinte des Ontariosee.
Folgende Gemeinden liegen am See: Fenelon Falls am Nordwestende, Lindsay am Südende, Sturgeon Point an der Landspitze zwischen Nordwest- und Nordostarm des Sees, sowie Bobcaygeon am Nordostende des Sees. Der See misst vom südlichen zum nordöstlichen Ende, der längeren Achse, etwa 25 km. 

## Zuflüsse und Abflüsse
Der Scugog River bildet den Abfluss des südlich gelegenen Lake Scugog und mündet am Südende in den Sturgeon Lake.    
Der Fenelon River entwässert den Cameron Lake und mündet am Nordwestufer in den Sturgeon Lake.
Der Emily Creek fließt im mittleren Süden dem See zu.
Der Abfluss des Sturgeon Lake bilden die beiden Kanäle "Big Bob" und "Little Bob" des Bobcaygeon River am Nordostende. Das Wasser fließt zum östlich gelegenen Pigeon Lake ab.

## Seefauna
Zu den Speisefischen im Sturgeon Lake zählen Forellenbarsch, Schwarzbarsch, Muskellunge und Glasaugenbarsch.  